# Caenohalictus eberhardorum
Caenohalictus eberhardorum är en biart som beskrevs av Michener 1979. Caenohalictus eberhardorum ingår i släktet Caenohalictus och familjen vägbin. Inga underarter finns listade.